# Gmina Bytom Odrzański
Die Gmina Bytom Odrzański [ˈbɨtɔm ɔˈʤaɲsci] ist eine Stadt- und Landgemeinde im Powiat Nowosolski der Woiwodschaft Lebus in Polen. Ihr Sitz ist die gleichnamige Stadt (deutsch Beuthen an der Oder) mit 4244 Einwohnern (Stand 31. Dezember 2020).

## Geographie
Die Gemeinde grenzt im Osten an die Woiwodschaft Niederschlesien. Ihre Nordgrenze wird durch die Oder gebildet. Die Kreisstadt Nowa Sól (Neusalz an der Oder) ist etwa zehn Kilometer entfernt.

## Städtepartnerschaften
- Pößneck, Deutschland

## Gliederung
Die Stadt- und Landgemeinde Bytom Odrzański umfasst eine Fläche von 52,4 km² mit 5376 Einwohnern. Zu ihr gehören neben der Stadt selbst weitere Dörfer (deutsche Namen bis 1945) mit Schulzenamt:
| - Bytom Odrzański (Beuthen an der Oder) - Bodzów (Bösau, 1937–1945 Friedrichslager) - Bonów (Baunau) - Bycz (Beitsch, 1937–1945 Hangwalde) - Drogomil (Nenkersdorf) | - Królikowice (Krolkwitz, 1937–1945 Weißfurt) - Małaszowice (Malschwitz, 1937–1945 Wiesenberge) - Popowo (Poppe) - Tarnów Bycki (Deutsch Tarnau) - Wierzbnice (Würbitz, 1937–1945 Dreidorf) |

Weiterhin gibt es folgende Ortschaften ohne Schulzenamt:
Kropiwnik, Sobolice (Zöbelwitz, 1937–1945 Zöbeln)